# 김동욱 (1959년)
김동욱(1959년 ~ )는 대한민국의 행정학자이다.

## 경력
| 2015.07           | 국회의원선거구획정위원회 위원                  |
| ----------------- | ---------------------------------------------- |
| 2014              | 한국행정학회 부회장                            |
| 2011.09 ~ 2013.12 | 제10대 정보통신정책연구원 원장                 |
| 2011.02 ~ 2011.09 | 방송통신위원회 방송통신발전기금운용심의회 위원 |
| 2011.01 ~ 2013    | 한국콘텐츠진흥원 비상임이사                    |
| 2010.11 ~ 2013    | 한국교육학술정보원 비상임이사                  |
| 2010              | 한국정책학회 부회장                            |
| 2009.11 ~ 2011.11 | 인터넷주소정책심의위원회 위원장                |
| 2009.09 ~ 2010    | 정보공개위원회 위원                            |
| 2009.01           | 한국정보처리학회 The e-Bridge편집위원회 위원   |
| 2008.06 ~ 2012    | 행정안전부 정책자문위원회 정보화분과 위원장    |
| 2008.05           | 미래기획위원회 위원                            |
| 2008              | 한국정부학회 부회장                            |
| 2007.01 ~ 2007.12 | 한국행정학회 총무위원회 위원장                 |
| 2006.07 ~ 2007.12 | 방송통신융합추진위원회 위원                    |
| 2005.06 ~ 2008.02 | 전자정부특별위원회 위원                        |
| 2005.06 ~ 2007.06 | 책임운영기관평가위원회 위원                    |
| 2005.04 ~ 2009.12 | 정부산하기관 경영평가단 위원                   |
| 2005.01           | 행정개혁시민연합 방송통신정책위원회 위원장     |
| 2005.01 ~ 2006.12 | 서울대학교 행정대학원 부원장                   |
| 2002 ~ 2004       | 방송위원회 법률자문특별위원회 위원             |
| 2001 ~ 2004       | 서울대학교 행정대학원 한국정책지식센터 센터장  |
| 2000 ~ 2001       | 서울대학교 행정대학원 정보통신행정연구소 소장  |
| 2000 ~ 2007       | 방송위원회 규제심사위원회 위원                 |
| 1999 ~ 2000       | 뉴미디어저널 편집위원                          |
| 1998 ~ 2001       | 정보화정책 편집위원                            |
| 1998 ~ 2001       | 서울특별시 시정개혁위원회 위원                 |
| 1997 ~ 2011       | 서울대학교 정보화추진위원회 위원               |
| 1996.07 ~ 2000    | SOC 정보화추진위원회 위원                      |
| 1994.03 ~         | 서울대학교 행정대학원 교수                     |